# Normas brasileiras de auditoria
As normas brasileiras de auditoria são regras ditadas pelos órgãos reguladores da profissão contábil do Brasil e tem por objetivo a regulação da profissão e atividades bem como estabelecer diretrizes a serem seguidas pelos profissionais no desenvolver de seus trabalhos.
As normas atualmente em vigor no Brasil são emitidas em conjunto pelo Conselho Federal de Contabilidade, Instituto dos Auditores Independentes do Brasil (IBRACON), Banco Central do Brasil, a CVM e a Superintendência de Seguros Privados (SUSEP).
No âmbito internacional, a Federação Internacional de Contadores (IFAC) também emite pronunciamentos através da Comissão de Normas Internacionais de Auditoria, as quais contém orientações aos países-membros daquele órgão.
A principal norma em vigor no Brasil é a Resolução CFC nº 1203, de 27 de novembro de 2009, que aprova a NBC TA 200 - Objetivos Gerais do Auditor Independente e a Condução da Auditoria em Conformidade com Normas de Auditoria.

## NBC T 11: Normas de auditoria independente das demonstrações contábeis (aplicáveis até 31/12/2009)

### Conceituação e objetivos da auditoria independente
A auditoria das demonstrações contábeis constitui o conjunto de técnicas que tem por objetivo a emissão de parecer sobre a sua adequação, consoante os Princípios Fundamentais de Contabilidade e as Normas Brasileiras de Contabilidade e, no que for pertinente, a legislação específica.

### Procedimentos de auditoria contábil
Os procedimentos de auditoria são o conjunto de técnicas que permitem ao auditor obter evidências ou provas suficientes e adequadas para fundamentar sua opinião sobre as demonstrações contábeis auditadas.
São compostos por:
Testes de observânciavisam à obtenção de razoável segurança de que os procedimentos de controle interno, estabelecidos pela administração, estão em efetivo funcionamento e cumprimento.
Testes substantivosvisam à obtenção de evidência quanto à suficiência, exatidão e validade dos dados produzidos pelo sistema contábil da entidade e são divididos em testes de transações e saldos e procedimentos de revisão analítica.

### Fraude e erro
Fraudeato intencional de omissão ou manipulação de transações, adulteração de documentos, registros e demonstrações contábeis.
Erroato não intencional resultante de omissão, desatenção ou má interpretação de fatos na elaboração de registros e demonstrações contábeis.
Ao detectar erros relevantes ou fraudes no decorrer dos seus trabalhos, o auditor tem a obrigação de comunicá-los à administração da entidade e sugerir medidas corretivas, informando sobre os possíveis efeitos no seu parecer, caso elas não sejam adotadas.
A responsabilidade primária na prevenção e identificação de fraudes e erros é da administração da entidade, através da implementação e manutenção de adequado sistema contábil e de controle interno. Entretanto, o auditor deve planejar seu trabalho de forma a detectar fraudes e erros que impliquem efeitos relevantes nas demonstrações contábeis.

### Risco de auditoria
Risco de auditoria é a possibilidade de o auditor vir a emitir uma opinião tecnicamente inadequada sobre demonstrações contábeis significativamente incorretas.
A análise dos riscos de auditoria deve ser feita na fase de planejamento dos trabalhos, considerando a relevância em dois níveis:
- em nível geral, considerando as demonstrações contábeis tomadas no seu conjunto, bem como as atividades, qualidade da administração, avaliação do sistema contábil e de controles internos e situação econômica e financeira da entidade
- em níveis específicos, relativos ao saldo das contas ou natureza e volume das transações.

### Estudo e avaliação do sistema contábil e de controle interno
O sistema contábil e de controles internos compreende o plano de organização e o conjunto integrado de método e procedimentos adotados pela entidade na proteção do seu patrimônio, promoção da confiabilidade e tempestividade dos seus registros e demonstrações contábeis, e da sua eficácia operacional.
O sistema contábil e de controles internos é de responsabilidade da administração da entidade; porém, o auditor deve efetuar sugestões objetivas para seu aprimoramento, decorrentes de constatações feitas no decorrer do seu trabalho.
O auditor deve efetuar o estudo e a avaliação do sistema contábil e de controles internos da entidade, como base para determinar a natureza, oportunidade e extensão da aplicação dos procedimentos de auditoria.

### Aplicação dos procedimentos de auditoria
A aplicação dos procedimentos de auditoria deve ser realizada, em razão da complexidade e volume das operações, por meio de provas seletivas, testes e amostragens, cabendo ao auditor, com base na análise de riscos de auditoria e outros elementos de que dispuser, determinar a amplitude dos exames necessários à obtenção dos elementos de convicção que sejam válidos para o todo.
Na aplicação dos testes de observância, o auditor dever verificar a existência, efetividade e continuidade dos controles internos.
Se o auditor, durante a revisão analítica, não obtiver informações objetivas suficientes para dirimir as questões suscitadas, deve efetuar verificações adicionais, aplicando novos procedimentos de auditoria, até alcançar conclusões satisfatórias.

### Parecer dos auditores independentes
O Parecer dos Auditores Independentes, ou o Parecer do Auditor Independente, é o documento mediante o qual o auditor expressa sua opinião, de forma clara e objetiva, sobre as demonstrações contábeis por ele auditadas.
Em condições normais, o parecer é dirigido aos acionistas, cotistas ou sócios, ao conselho de administração ou à diretoria da entidade, ou outro órgão equivalente, segundo a natureza deste. Em circunstâncias próprias, o parecer é dirigido ao contratante dos serviços.
Como o auditor assume, através do parecer, responsabilidade técnico-profissional definida, inclusive de ordem pública, é indispensável que tal documento obedeça às características intrínsecas e extrínsecas, estabelecidas nas normas de auditoria.
O parecer classifica-se, segundo a natureza da opinião que contém, em:
- parecer sem ressalva;
- parecer com ressalva;
- parecer adverso; e
- parecer com abstenção de opinião.

Além da norma técnica acima resumida, existem outras que tratam sobre questões específicas do trabalho de auditoria, tais como as abaixo informadas:
- NBC T 11.3 – Papéis de Trabalho e Documentação da Auditoria.
- NBC T 11.4 – Planejamento da Auditoria.
- NBC T 11.6 – Relevância na Auditoria.
- NBC T 11.8 – Supervisão e Controle de Qualidade.
- NBC T 11.10 – Continuidade Normal das Atividades da Entidade.
- NBC T 11.11 – Amostragem.
- NBC T 11.12 – Processamento Eletrônico de Dados.
- NBC T 11.13 – Estimativas Contábeis.
- NBC T 11.14 – Transações com Partes Relacionadas.
- NBC T 11.15 – Contingências.
- NBC T 11.16 – Transações e Eventos Subsequentes.
- NBC T 11.17 – Carta de Responsabilidade da Administração.

São emitidas pelo CFC Interpretações Técnicas versando sobre assuntos específicos e pontuais dos trabalhos de auditoria contábil. As principais são:
- NBC T 11- IT – 03 – Fraude e Erro
- NBC T 11- IT – 05 – Parecer dos Auditores Independentes
- Normas sobre Procedimentos de Auditoria Independente para Revisões Limitadas das Informações Trimestrais

## NBC TA (aplicável às auditorias externas a partir de 01/01/2010)
Ao final de 2009, o Conselho Federal de Contabilidade considerando o processo de convergência das Normas Brasileiras de Contabilidade aos padrões internacionais editou várias resoluções aprovando novas normas de Auditoria Independente de Informação Contábil Histórica, as chamadas NBC TAs, revogando a antiga NBC T-11. São elas:
- NBC TA ESTRUTURA CONCEITUAL - Estrutura Conceitual para Trabalhos de Asseguração
- NBC TA 200 - Objetivos Gerais do Auditor Independente e a Condução da Auditoria em Conformidade com Normas de Auditoria
- NBC TA 210 - Concordância com os Termos do Trabalho de Auditoria
- NBC TA 220 - Controle de Qualidade da Auditoria de Demonstrações Contábeis
- NBC TA 230 - Documentação de Auditoria
- NBC TA 240 - Responsabilidade do Auditor em Relação a Fraude, no Contexto da Auditoria de Demonstrações Contábeis
- NBC TA 250 - Consideração de Leis e Regulamentos na Auditoria de Demonstrações Contábeis
- NBC TA 260 - Comunicação com os Responsáveis pela Governança
- NBC TA 265 - Comunicação de Deficiências de Controle Interno
- NBC TA 300 - Planejamento da Auditoria de Demonstrações Contábeis
- NBC TA 315 - Identificação e Avaliação dos Riscos de Distorção Relevante por meio do Entendimento da Entidade e do seu Ambiente
- NBC TA 320 - Materialidade no Planejamento e na Execução da Auditoria
- NBC TA 330 - Resposta do Auditor aos Riscos Avaliados
- NBC TA 402 - Considerações de Auditoria para a Entidade que Utiliza Organização Prestadora de Serviços
- NBC TA 450 - Avaliação das Distorções Identificadas durante a Auditoria
- NBC TA 500 - Evidência de Auditoria
- NBC TA 501 - Evidência de Auditoria – Considerações Específicas para Itens Selecionados
- NBC TA 505 - Confirmações Externas
- NBC TA 510 - Trabalhos Iniciais – Saldos Iniciais
- NBC TA 520 - Procedimentos Analíticos
- NBC TA 530 - Amostragem em Auditoria
- NBC TA 540 - Auditoria de Estimativas Contábeis, Inclusive do Valor Justo, e Divulgações Relacionadas
- NBC TA 550 - Partes Relacionadas
- NBC TA 560 - Eventos Subsequentes
- NBC TA 570 - Continuidade Operacional
- NBC TA 580 - Representações Formais
- NBC TA 600 - Considerações Especiais – Auditorias de Demonstrações Contábeis de Grupos, Incluindo o Trabalho dos Auditores dos Componentes
- NBC TA 610 - Utilização do Trabalho de Auditoria Interna
- NBC TA 620 - Utilização do Trabalho de Especialistas
- NBC TA 700 - Formação da Opinião e Emissão do Relatório do Auditor Independente sobre as Demonstrações Contábeis
- NBC TA 705 - Modificações na Opinião do Auditor Independente
- NBC TA 706 - Parágrafos de Ênfase e Parágrafos de Outros Assuntos no Relatório do Auditor Independente
- NBC TA 710 - Informações Comparativas – Valores Correspondentes e Demonstrações Contábeis Comparativas
- NBC TA 720 - Responsabilidade do Auditor em Relação a Outras Informações Incluídas em Documentos que Contenham Demonstrações Contábeis Auditadas
- NBC TA 800 - Considerações Especiais – Auditorias de Demonstrações Contábeis Elaboradas de Acordo com Estruturas Conceituais de Contabilidade para Propósitos Especiais
- NBC TA 805 - Considerações Especiais – Auditoria de Quadros Isolados das Demonstrações Contábeis e de Elementos, Contas ou Itens Específicos das Demonstrações Contábeis
- NBC TA 810 - Trabalhos para a Emissão de Relatório sobre Demonstrações Contábeis Condensadas

## Auditoria Interna
Além das normas sobre auditoria independente, os órgãos reguladores também emitem normas a respeito de auditoria interna, sendo a principal, até 2009, a NBC T 12.
Com as novas normas editadas pelo CFC, a NBC T 12 foi revogada, passando a vigorar a NBC TI 01 - Auditoria Interna.